# Hvítá (Árnessýsla)
Hvítá (isl. „biała rzeka”) – rzeka lodowcowa w południowo-zachodniej Islandii. Jedna z najdłuższych rzek kraju o długości 160 km, a licząc z ujściowym odcinkiem zwanym Ölfusá mierząca 185 km. Dorzecze Hvítá z Ölfusá zajmuje powierzchnię 6,1 tys. km² .
Wypływa z lodowcowego jeziora Hvítárvatn, które uformowało się u stóp lodowca Langjökull w górzystym interiorze wyspy. Po 40 km rzeka płynie wąskim wąwozem, w którym powstał wodospad Gullfoss. Dalej płynie po równinie, przyjmując kolejne dopływy: Tungufljót, Brúará i Stóra-Laxá. Na północ od Selfoss łączy się z rzeką Sog, tworząc rzekę Ölfusá, która uchodzi do Oceanu Atlantyckiego w okolicach Eyrarbakki.
Hvítá jest popularnym miejscem uprawiania raftingu.